# جون كونالي
جون بودن كونالي الابن (بالإنجليزية: John Connally)‏ (27 فبراير 1917 - 15 يونيو 1993) هو سياسي أمريكي شغل منصب الحاكم التاسع والثلاثين لولاية تكساس وكان وزير الخزانة الأمريكي الحادي والستين. بدأ مسيرته السياسية كديمقراطي لكنه تحول إلى الحزب الجمهوري في عام 1973.
ولد كونالي في فلورزفيل، تكساس، وبدأ عمله في القانون بعد تخرجه من جامعة تكساس في أوستن. وشارك في الحرب العالمية الثانية، حيث خدم مع موظفي جيمس فورستال ودوايت آيزنهاور قبل انتقاله إلى جبهة آسيا والهادئ. وبعد الحرب، أصبح مساعدا للسناتور ليندون جونسون. وعندما تولى جونسون منصب نائب الرئيس في عام 1961، قام بإقناع الرئيس جون كينيدي بأن يعين كونالي في منصب وزير البحرية. ترك كونالي إدارة كينيدي في ديسمبر 1961 ليتولى منصب حاكم ولاية تكساس، وقد شغل هذا المنصب من عام 1963 إلى 1969. أصيب كونالي بجروح خطيرة في نوفمبر 1963 خلال عملية اغتيال كينيدي.
في عام 1971، قام الرئيس الجمهوري ريتشارد نيكسون بتعيين كونالي وزيرا للخزانة. ترأس كونالي في هذا المنصب عملية إزالة معيار الذهب من الدولار الأمريكي، وهو حدث عرف باسم صدمة نيكسون. ترك كونالي مجلس الوزراء في عام 1972 لقيادة مجموعة "ديمقراطيون مع نيكسون"، التي هدفت لإعادة انتخاب نيكسون. وكان كونالي مرشحا ليحل محل نائب الرئيس سبيرو أغنيو بعد استقالة الأخير في عام 1973، ولكن نيكسون اختار جيرالد فورد بدلا منه. سعى كونالي لنيل ترشيح الحزب الجمهوري للرئاسة في انتخابات عام 1980، لكنه انسحب من السباق بعد أول مجموعة من الانتخابات التمهيدية. ولم يسعى كونالى إلى المناصب العامة مرة أخرى بعد هذه الانتخابات وتوفى بسبب التليف الرئوي في عام 1993.

## روابط خارجية
- جون كونالي على موقع الموسوعة البريطانية (الإنجليزية)
- جون كونالي على موقع مونزينجر (الألمانية)
- جون كونالي على موقع إن إن دي بي (الإنجليزية)